# Oenothera lasiocarpa
Oenothera lasiocarpa là một loài thực vật có hoa trong họ Anh thảo chiều. Loài này được Griseb. mô tả khoa học đầu tiên năm 1874.